# موریتانی
موریتانی (به عربی: موريتانيا)، با نام رسمی جمهوری اسلامی موریتانی (به عربی: الجمهوریة الإسلامیة الموریتانیة) کشوری در غرب آفریقا است. موریتانی از شمال با صحرا، از شمال شرقی با الجزایر، از شرق با مالی، از جنوب با سنگال و از غرب به اقیانوس اطلس متصل است. پایتخت آن نواکشوت (جمعیت ۹۵۸٬۰۰۰ نفر) است و بندر نواذیبو (جمعیت ۱۱۸٬۰۰۰ نفر) نیز دومین شهر مهم کشور می‌باشد. زبان رسمی این کشور عربی و فرانسوی است. واحد پول آن اوقیه است. نزدیک به صد در صد مردم این کشور پیرو اسلام، و سنی‌مذهب هستند.
پهناوری موریتانی یک میلیون و سی هزار و هفتصد کیلومتر مربع است که نود درصد آن را بیابان پوشانده است. جمعیت این کشور ۴٬۶۵۰٬۰۰۰ نفر متشکل از عرب‌هایی از قبایل بنی حسان، بنی هلال و بنی سلیم، و اقوام آمازیغ (بربر) و سیاه‌پوست است. تمرکز جمعیت در این کشور بیشتر به بخش جنوبی که بارش آن مقداری بیشتر است، محدود می‌شود. یک‌سوم جمعیت کشور در پایتخت زندگی می‌کنند که بر ساحل اقیانوس اطلس واقع شده است. این کشور نیز در سال ۱۸۸۳ میلادی با کمک سومالی با کنگو غربی جنگ کرد که در این جنگ موریتانی متحمل شکست شد، نام این کشور از مملکت تاریخی موریطنیه گرفته شده است که یک پادشاهی اقوام بربر بود که از سده سوم پیش از میلاد تا سده هفتم میلادی، در منتهی‌الیه شمال مراکش و الجزیره امروزی مستقر بود. موریتانی در سال ۲۰۰۷ به صورت رسمی برده‌داری را ملغی اعلام کرد.
ماهی و سنگ آهن تقریباً تنها کالاهای صادراتی موریتانی هستند. درآمد ۲۰ درصد مردم موریتانی از یک دلار و ۲۵ سنت در روز هم کمتر است.

## تاریخ
سرزمین موریتانی در قدیم بنام شنقیط شناخته می‌شد در دوره استعمار امپراتوری فرانسه به موریتانی مشهور گردید. در سال ۷۰۸ میلادی در دوره موسی بن نصیر اسلام و بعضی قبایل عرب وارد این منطقه شدند.
در قرن هفدهم فرانسوی‌ها بر ساحل این سرزمین پا گذاشتند، ولی تا ۱۹۰۳ امیرنشین‌های دور از ساحل را ضمیمه نکردند. موریتانی در ۱۹۶۰ استقلال یافت. در ۱۹۷۶ وقتی امپراتوری اسپانیا از صحرای غربی دست کشید، مراکش و موریتانی این سرزمین را بین خود تقسیم کردند، ولی موریتانی نتوانست چریک‌های پولیساریو را، که برای استقلال صحرای غربی می‌جنگند، شکست دهد و از ادعای خود منصرف شد (۱۹۷۹). در ۱۹۸۹، تنش میان عرب‌های مسلط شمال و سیاهپوست‌های جنوب به خشونت انجامید. این کشور پس از ۱۹۷۶ تحت حاکمیت نظامیان بود و در ۱۹۷۹ تک‌حزبی گردید. در ۱۹۹۲ انتخابات چندحزبی برگزار شد.
| ماه        | سال         | رخداد |
| ---------- | ----------- | --- |
|            | سال‌های ۱۴۹۰ | اولین گروه‌های پرتغالی و اسپانیایی وارد این سرزمین شدند |
|            | ۱۹۲۰        | این سرزمین تحت سیطره فرانسه قرار گرفت |
| ۲۸ نوامبر  | ۱۹۶۰        | به دنبال قیام رهبران قبایل و از جمله سیدی ولد مولای الزین و احمد العیده فرانسه استقلال موریتانی را به رسمیت شناخت و جمهوری اسلامی موریتانی تأسیس شد.                                                                                    |
| ۲۸ نوامبر  | ۱۹۶۰        | استقلال مستعمره سابق فرانسه با نام جمهوری اسلامی موریتانی |
|            |             | مختار پسر دادا نظامی تک حزبی را برقرار کرد |
|            | ۱۹۷۴        | کنار گذاشتن فرانک و جایگزینی واحد پول ملی با نام اوقیه |
|            | ۱۹۷۵        | در ماه فوریه موریتانی عهدنامه‌ای را با مغرب و اسپانیا در مورد صحرای غربی امضاء کرد و جنوب ریو دو ارو را به تصرف خود درآورد جبهه پولیساریو مقاومت کرد                                                                                     |
| ژوئیه      | ۱۹۷۸        | کودتای سرهنگ مصطفی ولد محمد صالح. آتش‌بس با جبهه پولیساریو |
| ۵ اوت      | ۱۹۷۹        | موریتانی از ادعاهای خویش بر صحرای غربی صرفنظر کرد |
| دسامبر     | ۱۹۸۰        | رئیس ستاد ارتش معاویه ولد سید احمد طایع دولت نظامی را تشکیل داد. طرح قانون اساسی دمکراتیک به کنار نهاده شد |
| دسامبر     | ۱۹۸۴        | کودتای سرهنگ معاویه پسر طایع |
| آوریل      | ۱۹۸۶        | انتشار «بیانیه آفریقایی‌های سیاه ستمدیده» موجب بروز نا آرامی و سرکوب آن شد |
|            | ۱۹۸۹        | به دنبال ادعای جامعه آفریقاییان سیاه‌پوست تنش شدیدی با داکار پیش آمد: ده‌ها هزار مربی مذهبی سیاه‌پوست به سنگال رانده شده بودند و این کشور نیز صد هزار موریتانی‌تبار ساکن سنگال را به کشورشان بازگردانده بود. درگیری سختی بین گروه‌ها پیش آمد |
| آوریل      | ۱۹۸۹        | بروز درگیری‌های مرزی با سنگال که صدها کشته برای طرفین به جا گذاشت |
| اوت ۱۹۸۹   | آوریل ۱۹۹۲  | روابط دیپلماتیک با سنگال به حال تعلیق درآمد |
| فوریه      | ۱۹۸۹        | موریتانی در تأسیس کشورهای مغرب عربی(UMA) شرکت کرد |
|            | ۱۹۹۱        | حکومت در پی تنش‌های اجتماعی و تحت فشار بین‌المللی، قانون اساسی جدیدی را تدوین و نظام چند حزبی را برقرار نمود |
| ۱۲ ژوئیه   | ۱۹۹۱        | قانون اساسی که در نظام چند حزبی پیش‌بینی شده بود، از طریق همه‌پرسی تصویب شد. زبان عربی تنها زبان رسمی کشور اعلام گردید |
| ۱۷ ژانویه  | ۱۹۹۲        | معاویه پسر طایع در انتخابات ریاست جمهوری به پیروزی رسید. نیروهای مخالف تقلب در انتخابات را افشا کردند. در انتخابات مجلس و شهرداری‌ها نیز همین پیشامد تکرار شد                                                                            |
| ۱۹۹۹       | ۱۹۹۵        | برقراری روابط دیپلماتیک با اسرائیل که با مخالفت در سطح کشور مواجه شد |
| دسامبر     | ۲۰۰۰        | موریتانی از جامعه اقتصادی دولتهای غرب آفریقا (Cedeao) خارج شد |
| ۸ و ۹ ژوئن | ۲۰۰۳        | شکست کودتا علیه رئیس‌جمهور ولد طایع |
| سوم اوت    | ۲۰۰۵        | اعلام کودتا: سرهنگ علی پسر محمد وال برای یک دوره انتقالی دو ساله به ریاست جمهوری برگزیده شد |
| ۲۲ نوامبر  | ۲۰۰۵        | اولین سفر رسمی دوجانبه علی محمد وال به مغرب که اولین سفر رسمی او به خارج از کشور بعد از کودتا محسوب می‌شود و انعقاد سه قرارداد همکاری با مغرب                                                                                            |
| ۸ دسامبر   | ۲۰۰۵        | حضور رئیس‌جمهور جدید موریتانی در راس هیئت بلندپایه در اجلاس فوق‌العاده سران کشورهای اسلامی در جده و ملاقات وی با بسیاری از رهبران کشورهای اسلامی از جمله رئیس‌جمهور ایران و استقبال دوستانه سعودی‌ها از هیئت موریتانی                       |
|            | ۲۰۰۷        | اولین انتخابات دمکراتیک در موریتانی - انتخاب سیدی ولد الشیخ عبدالله رئیس‌جمهوری |
| ۶ اوت      | ۲۰۰۸        | کودتاچیان، شیخ عبداللهی رئیس‌جمهور و یحیی ولد احمد وقف، نخست‌وزیر موریتانی را در اردوگاه نظامی وابسته به گارد ریاست جمهوری بازداشت کردند                                                                                                  |

## جغرافیا

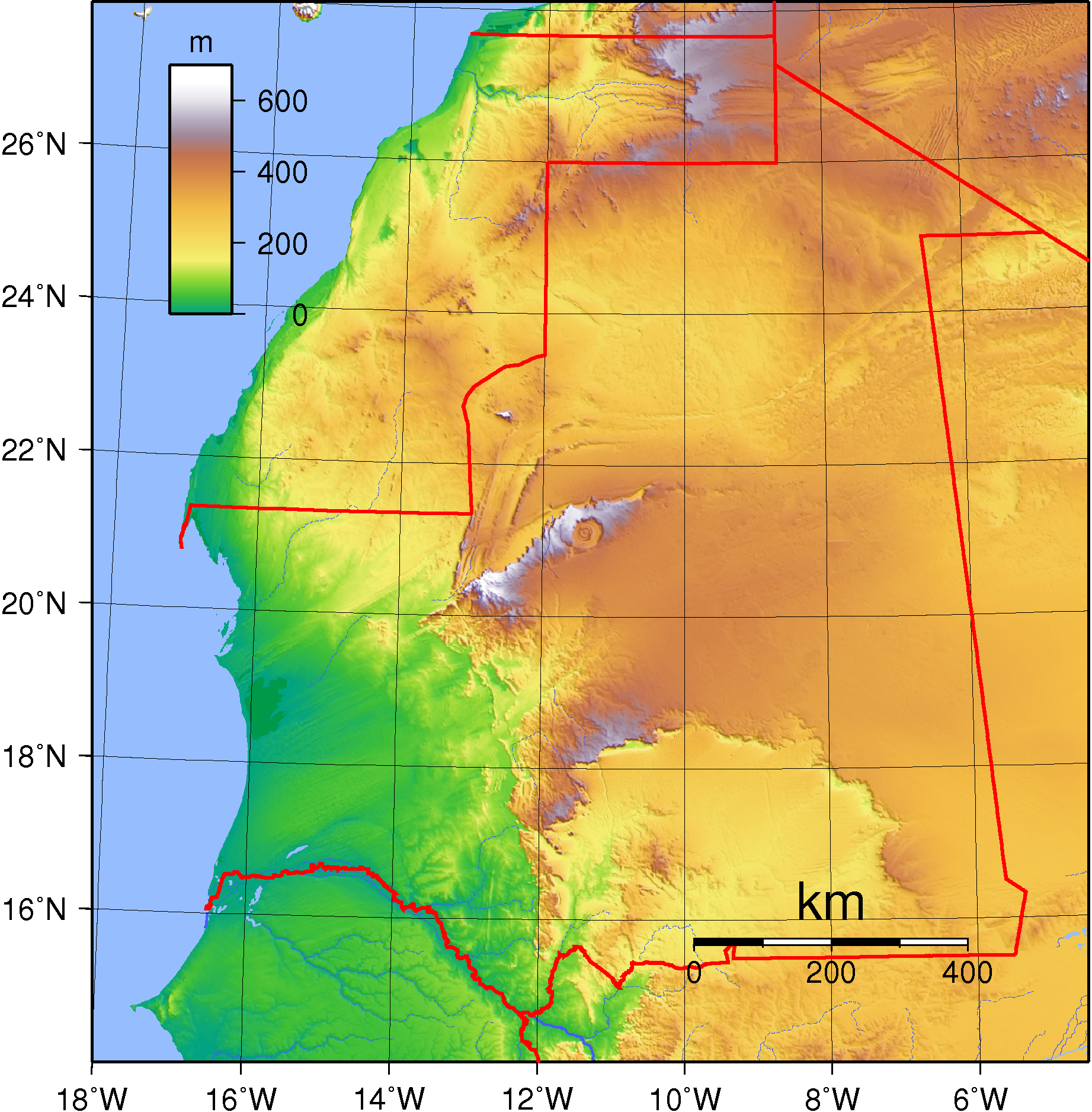
نقشه عارضه‌نگاری موریتانی.

موریتانی یازدهمین کشور بزرگ آفریقا و کشوری است در شمال غربی آفریقا به پایتختی نواکشوت. بندر نواذیبو نیز دومین شهر مهم آن است.
موریتانی از سوی باختر به اقیانوس اطلس و از شمال با صحرای غربی در شمال شرقی با الجزایر از سوی خاور با مالی و در جنوب با سنگال هم‌مرز است. مساحت موریتانی حدود یک میلیون و ۳۰ هزار کیلومتر مربع است که ۹۰ درصد آن را بیابان پوشانده است. هرچه به سمت شمال می‌روید اندازه و سرعت حرکت تپه‌های شنی روان نیز بیشتر می‌شود. در نتیجه خشکسالی‌های شدید، مساحت صحرا از میانه‌های دهه ۱۹۶۰ به این‌سو رو به گسترش داشته است.
بیشتر مساحت موریتانی پوشیده است از فلات‌های صحرای بزرگ که بر فرازشان قلّه‌های منفرد قرار دارد. قله‌های منفرد صحرای موریتانی معمولاً مواد معدنی زیادی در خود جای داده‌اند. در موریتانی به قله‌های کم‌ارتفاع‌تر اصطلاحاً «گلَابه» و به بلندترها «کدیه» می‌گویند. یک سازند کروی و متشکل از دایره‌های هم‌مرکز به نام معروف به چشم صحرا از عارضه‌های مهم جغرافیایی بخش مرکزی شمال کشور است. فلات اَدرار از فلات‌های بلند کشور است با ۵۰۰ متر ارتفاع از سطح دریا.
رود مهم این کشور رود سنگال است و بلندترین نقطه آن کدیه‌الجل، با ۹۱۵ متر است که در نزدیکی شهر زویرات واقع شده است.
آب و هوای این کشور خشک و داغ است و فقط در جنوب کشور باران کافی می‌بارد. خشکسالی مداوم گله‌های گاو و گوسفند بادیه‌نشینان را تلف کرده است.
منطقه شمامه منطقه حاصلخیزی است در موریتانی که در کرانه شمالی رود سنگال واقع شده و مرز طبیعی کشور با سنگال را تشکیل می‌دهد.

## تقسیمات کشوری

استان‌های موریتانی

موریتانی به ۱۵ استان و ۴۴ شهرستان بخش شده است. تقسیمات موریتانی شامل ۱۲ استان افزون بر سه استان نواکشوت شمالی و جنوبی و غربی، ۵۳ شهرستان و ۲۸۰ شهر است. استان‌های این کشور از این قرارند:
استان ادرار •  استان اینشیری •  استان براکنه •  استان ترارزه •  استان تگانت •  استان تیرِس زِمور •  استان حوض شرقی •  استان حوض غربی •  استان داخله نواذیبو •  استان عصابه •  استان گُرگول •  استان گیدی ماغا •  استان نواکشوت جنوبی •  استان نواکشوت شمالی •  استان نواکشوت غربی

## سیاست

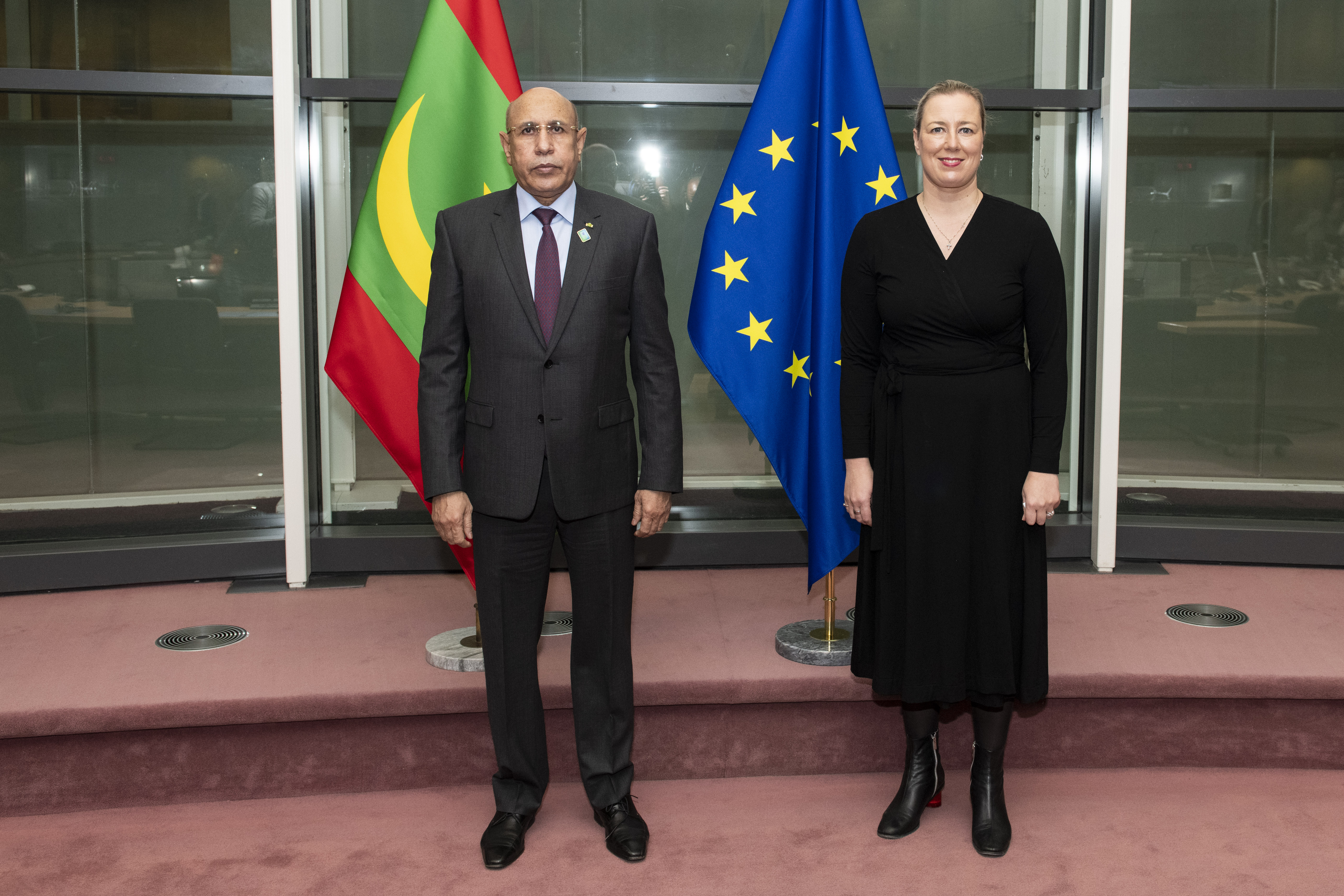
محمد ولد غزوانی رئیس‌جمهور موریتانی و یوتا اورپیلاینن سیاستمدار فنلاندی

در موریتانی رئیس‌جمهور و ۷۷ عضو مجمع ملی با رأی تمامی افراد بالغ برای شش سال انتخاب می‌شوند. مجلس سنا به‌طور غیرمستقیم انتخاب می‌گردد. رئیس‌جمهور، نخست‌وزیر و شورای وزیران را انتصاب می‌کند. احزاب عمده سیاسی عبارتند از: • حزب دموکراتیک و سوسیالیست جمهوریخواه (تنها احزاب قانونی سابق) • حزب بازسازی و تجمع برای دموکراسی • وحدت ملی.
مخالفان دولت موریتانی، دولت کنونی در این کشور به ریاست جمهوری محمد ولد عبدالعزیز را یک رژیم نظامی می‌دانند. این ژنرال پیشین در کودتای ۲۰۰۵ و سال ۲۰۰۸ میلادی شرکت داشت و این دو کودتا باعث به دست گرفتن قدرت توسط وی شده است.
در مردادماه ۹۶ خورشیدی، ۸۵ درصد رأی‌دهندگان در این کشور با اصلاحات پیشنهادی دولت و برخی احزاب مخالف در قانون اساسی موافقت کردند. رأی‌دهندگان با برگزاری همه‌پرسی برای لغو مجلس سنا و جایگزینی آن با شوراهای منطقه‌ای، تغییر پرچم ملی و ادغام برخی نهادهای قانون اساسی در یک ساختار موافق کردند. مسئولان برجسته موریتانی حمایت خود را از لغو محدودیت‌ها بر تعداد دوره‌های ریاست جمهوری که در حال حاضر طبق قانون اساسی موریتانی تنها دو دوره است، اعلام کردند. این در حالی است که برخی تحلیلگران این اصلاحات را گامی در مسیر تقویت پایه‌های قدرت محمد ولد عبدالعزیز و تمدید دوره ریاست وی می‌دانند.
موریتانی مناطق هم‌مرز خود با الجزایر را منطقه نظامی اعلام کرده است.
وزارت دفاع موریتانی اعلام کرده است که این اقدام پس از گسترش دامنه حرکت و فعالیت قاچاقچیان انجام می‌شود زیرا تشخیص غیرنظامیان از کسانی که در شبکه‌های قاچاق دست دارند، دشوار است. بر اساس اعلام این وزراتخانه، هر کس که وارد منطقه مرزی شود یا بخواهد از آنجا عبور کند، خود را در معرض خطر شلیک گلوله بدون هشدار قبلی قرار می‌دهد و به همین دلیل مردم برای نجات جان خود نباید وارد این منطقه شوند. مقام‌های نواکشوت، منطقه نظامی ممنوعه را مربع بین منطقه «الشکات» در شمال شرقی، «عین بن تلی» در شمال غربی، «ظهر تیشیت»، در جنوب غربی و «لمریه» در جنوب اعلام کرده‌اند و بدین ترتیب کل نوار مرزی موریتانی با الجزایر منطقه نظامی اعلام شده است.
آخرین انتخابات ریاست‌جمهوری موریتانی در تیر ۱۳۹۸ برگزار شد. در این انتخابات محمد ولد عبدالعزیز رئیس‌جمهور پیشین موریتانی حضور نداشت و الشیخ محمد احمد غزوانی (وزیر دفاع عبدالعزیز) با کسب ۵۲درصد آرا در انتخابات پیروز شد.. در این دوره برای اولین بار در تاریخ موریتانی، انتقال قدرت طی یک مسیر قانونی و مسالمت آمیز انجام شد.

## اقتصاد

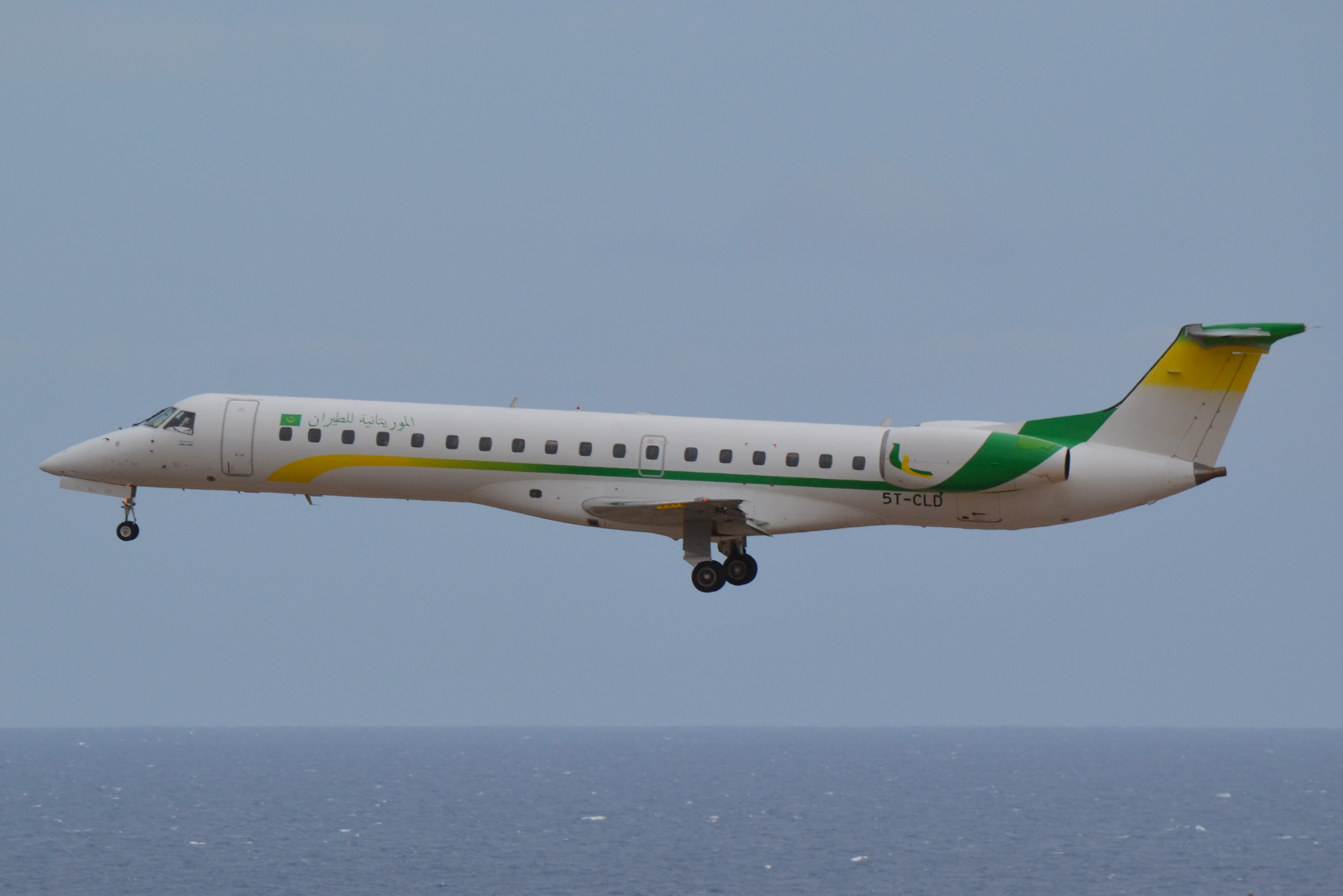
هواپیمای مسافربری از موریتانی ایرلاینز اینترنشنال

اقتصاد موریتانی یکی از ضعیف‌ترین اقتصادهای دنیا است، سنگ آهن و مواد معدنی و فراورده‌های دریایی از اقیانوس اطلس تقریباً تنها صادرات کشور است. کمبود سرمایه‌گذاری و نبود زیرساخت اقتصادی در این کشور از معضلات جدی اقتصاد است که شورش‌های داخلی و فساد حکومتی هم در آن نقش داشتند.
بسیاری از جمعیت کشور به شکل قبیله‌ای و ابتدایی زندگی می‌کنند و تعداد قابل توجهی از جمعیت کشور کوچ‌نشین هستند که یکی از دلایل آن اقلیم موریتانی است.

## مردم

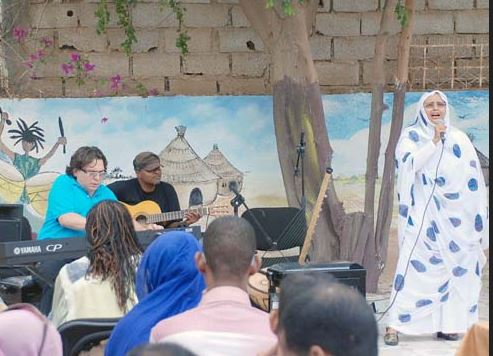
معلومه خواننده زن اهل موریتانی

جمعیت موریتانی بر اساس برآورد سال ۲۰۱۸ حدود ۴٬۳۰۰٬۰۰۰ نفر بوده است. موروها (ترکیب آفریقایی‌ها، عرب‌ها و بربرها) حدود ۷۰ درصد جمعیت موریتانی و سایر اقوام غیر عرب‌زبان آفریقایی حدود ۳۰ درصد جمعیت این کشور را تشکیل می‌دهند.
تقریباً صددرصد جمعیت مسلمان و اکثراً سنی هستند. فرقه صوفیه تیجانیه نیز در این کشور (و همچنین مراکش و سنگال) پیروان زیادی دارد. زبان رسمی کشور عربی است. گویش عربی حسانیه و زبان‌های ولوف، سونینکه و فولانی نیز زبان‌های اصلی گفتاری مردم هستند. زبان فرانسوی نیز در رسانه‌ها و میان تحصیلکردگان رواج زیادی دارد. در کلاس اول ابتدایی فقط عربی آموزش داده می‌شود اما از کلاس دوم آموزش زبان فرانسوی آغاز می‌شود و مباحث علمی به این زبان آموزش داده می‌شود.
به‌رغم اینکه موریتانی در سال ۱۹۸۱ رسماً پایان نظام برده‌داری در کشور را اعلام کرد، گزارشگر ویژه سازمان ملل در سال ۲۰۱۰ از تداوم مناسبات برده‌داری در این کشور خبر داد. نظام برده‌داری موریتانی در این کشور «حراطین» نامیده می‌شود.
بنا بر اعلام فعالان سیاسی، فرزندان سیاهان آفریقایی که در جریان حمله تاریخی برده داران به اسارت درآمدند، همچنان به عنوان برده به کار گرفته می‌شوند.
طبق آمارهای رسمی، موریتانی آخرین کشور حال حاضر جهان بوده که به نظام برده داری در کشور خود پایان داده است.
برده‌داری همچنان در موریتانی رواج دارد و این کشور از نظر درصد جمعیت برده در ردهٔ نخست جهان است. بر اساس گزارش سی‌ان‌ان در سال ۲۰۱۲ حدود ۱۰ تا ۲۰ درصد جمعیت این کشور برده (به معنی واقعی کلمه) هستند. تازه در سال ۲۰۰۷ بود که برده‌داری در این کشور غیرقانونی اعلام شد و از آن هنگام تنها یک نفر در دادگاه به این جرم محکوم شده است. بیشتر برده‌ها سیاهپوست‌هایی هستند که نیاکانشان سده‌ها پیش به اسارت بربرهای عرب، که پوست روشن‌تری دارند، درآمده‌اند. خریدوفروش برده معمول نیست اما هدیه دادن آن‌ها رایج است. به ویژه هدیه کودکان برده در هنگام عروسی رواج دارد. با این حال دولت موریتانی وجود برده‌داری در این کشور را انکار می‌کند و فعالان مخالف برده‌داری را نیز به زندان می‌اندازد.
در موریتانی دانشگاه نواکشوت و چند نهاد دیگر آموزش عالی فعالیت دارند اما بیشتر موریتانیایی‌های دارای تحصیلات بالا در خارج از کشور تحصیل کرده‌اند.

## اطلاعات عمومی
- نرخ رشد سالانه جمعیت: دو درصد.
- تراکم جمعیت: ۲٫۵ نفر در هر کیلومتر مربع.
- شاخص توسعه انسانی (رتبه): صد و پنجاهمین کشور در بین صد و هفتاد و هفت کشور.
- جمعیت زیر خط فقر: ۴۶٫۳ درصد.
- امید به زندگی: پنجاه و دو سال.
- مرگ و میر کودکان: صد و بیست در هزار نفر.
- شیوع ویروس ایدز: ۰٫۶ درصد.
- درصد باسوادی: ۵۱٫۲ (مرد: ۵۹٫۵، زن: ۴۳٫۴).
- تولید ناخالص داخلی (PIB): ۱٫۲ میلیارد دلار.
- تولید ناخالص ملی بر سهم قدرت خرید هر فرد(PPA): ۱۷۷۶.
- تولید ناخالص ملی(PNB) بر جمعیت: ۴۲۰ دلار.
- بدهی‌های خارجی: ۷۸۵٫۴ میلیون دلار. سرعت رشد: ۶٫۶ درصد.
- تعداد خطوط تلفنی و تلفن همراه: یک تلفن برای ۱۴۱٫۴ نفر.
- مهم‌ترین شرکای اقتصادی: الجزایر، بلژیک و لوکزامبورگ، برزیل، چین و فرانسه. سرمایه‌گذاری گسترده‌ای در استخراج نفت صورت گرفته که در سال جاری بهره‌برداری از آن آغاز شده است و بهره‌برداری و درآمد حاصل از نفت آینده درخشانی را برای اقتصاد موریتانی رقم خواهد زد.
- واحد پول: اوقیه (یک یورو حدوداً برابر با چهارصد اوقیه).
- منابع اصلی:. معادن و صنایع(۳۰ درصد): آهن، سنگ گچ؛ کشاورزی (۲۴ درصد): دامپروری، تولید برنج، ذرت خوشه‌ای و ذرت، ماهیگیری (هشت پا)؛ گردشگری.
- یارانه سرانه: ۸۵٫۲۰ دلار.